# Kruščica (tó)
A Kruščica egy mesterséges tó Horvátországban, Likában, melyet 1971-ben a HE Senj vizierőmű vízellátására hoztak létre.

## Leírása
A tó Lika folyó folyásának alsó részén található a kosinji Mlakva falu közelében. Nevét Kruščica faluról kapta, amely egykor a tó helyénállt, de építésekor vizével árasztották el, és a lakosságot a környező területekre telepítették ki. A nyári hónapokban, alacsony vízálláskor az elárasztott falu templomának, házainak, építményeinek és útjainak alapjai és romjai ma is láthatók. A Kruščica-tó Kosinj irányából Mlakva falun keresztül érhető el, túraútvonalon Kaluđerovac falu irányából, hajóval pedig a csodálatos Lika-szurdokon keresztül, ugyancsak Kaluđerovac irányából közelíthető meg.
A Kruščica a béke és a nyugalom oázisa, mely természeti szépségével felejthetetlen élményt nyújt minden természetbarátnak, alkalmi látogatónak vagy halásznak. Az ide érkezők akár 90 kilogramm feletti harcsákat is foghatnak ki a tóból. A Kruščica-tónál és a Lika folyó szurdokában való tartózkodás során gyakran találkozhatunk vidrával, őzzel, szarvassal, medvével vagy farkassal.

## Fordítás
Ez a szócikk részben vagy egészben  a   Kruščica (jezero) című horvát Wikipédia-szócikk ezen változatának fordításán alapul.  Az eredeti cikk szerkesztőit annak laptörténete sorolja fel. Ez a jelzés csupán a megfogalmazás eredetét és a szerzői jogokat jelzi, nem szolgál a cikkben szereplő információk forrásmegjelöléseként.